# Syrmaticus soemmerringii
El faisán cobrizo o faisán cobre (Syrmaticus soemmerringii)
 es una especie de ave galliforme de la familia Phasianidae endémica de Japón. El nombre científico conmemora al científico alemán Samuel Thomas von Sömmerring.

## Subespecies
Se reconocen cinco subespecies:
- Syrmaticus soemmerringii ijimae (Dresser, 1902)
- Syrmaticus soemmerringii intermedius (Kuroda, 1919)
- Syrmaticus soemmerringii scintillans (Gould, 1866)
- Syrmaticus soemmerringii soemmerringii (Temminck, 1830)
- Syrmaticus soemmerringii subrufus (Kuroda, 1919)

## Descripción
Es un faisánido de tamaño grande, con un rico plumaje de castaño cobrizo, pico amarillento, iris marrón y la piel de la cara roja. La hembra es marrón con las partes superiores de color marrón grisáceo y barrado de ante y marrón oscuro por debajo. El macho tiene espolón corto sobre las patas grises. El macho mide entre 87,5 y 136 cm de largo incluyendo la cola y la hembra entre 51 y 54 cm incluyendo la cola.

## Distribución y hábitat
Se distribuye y es endémico de los bosques en las colinas y montañas de las islas de Honshū, Kyūshū y Shikoku de Japón, donde es conocido como yamadori (山鳥?). Su dieta consiste principalmente en insectos, artrópodos, raíces, hojas y granos. Debido a la continua pérdida de hábitat, rango limitado y la caza excesiva en algunas zonas, es evaluado como «casi amenazada» en la Lista Roja de Especies Amenazadas de la UICN.